# À la fin de l'hiver
À la fin de l'hiver (titre original : At Winter's End) est un roman de science-fiction de Robert Silverberg, publié pour la première fois aux États-Unis en 1988 puis en France en 1989. C'est le premier roman d'une trilogie intitulée Cycle du nouveau printemps.

## Résumé
Tous les 65 millions d'années, des essaims de comètes venus des profondeurs de l'espace traversent la trajectoire du système solaire et de la Terre. La dernière fois que la planète a été percutée, les dinosaures ont été anéantis.
La fois suivante, ce sont les humains qui ont été presque entièrement anéantis.
Sept cent mille ans après le cataclysme cosmique, à l'abri d'une sorte de « cocon souterrain », des humains ont survécu. De génération en génération, ils se sont transmis la Tradition, selon laquelle une fois le Printemps revenu, l'humanité regagnera la surface et pourra renaître de ses cendres.
Le héros du roman est Hresh, devenu par hasard le détenteur du savoir…

## Éditions
- At Winter's End, Warner Books, avril 1988, 404 p.  (ISBN 0-446-51384-9)
- À la fin de l'hiver, Robert Laffont, coll. « Ailleurs et Demain », mars 1989, trad. Patrick Berthon, 420 p.  (ISBN 2-221-05652-3)
- À la fin de l'hiver, Le Livre de poche, coll. « Science-fiction » no 7182, mars 1996, trad. Patrick Berthon, 576 p.  (ISBN 2-253-07182-X)